# 天龍人
天龍人，是臺灣的網路用語，專門用來指在中華民國首都臺北市活動或定居，而能享受各種豐富資源和權利的臺北市民。该用语在中国大陆和香港亦有使用。

## 由來
天龍人是日本漫畫《航海王》裡的角色，天龍人特徵是掌握權勢的權貴，毫無顧忌的犯罪後會請託關說與施壓，犯罪前科累累，自認為高人一等，性格驕傲自大，出巡時要所有人對自己下跪以表示尊敬天龍，一副高高在上的樣子，要與一般人呼吸不一樣的空氣，而戴著泡泡形狀的氧氣頭罩，服裝是白色長外衣。

## 網路流行
2009年，中华民国行政院新聞局駐外官員郭冠英被發現以筆名「范蘭欽」發表文章，文中自稱為「高級外省人」，並將本省人稱為「倭寇」、「臺巴子」（鄉巴佬），引爆了網路討論風潮。從此網友紛紛自稱「臺巴子」，而諷刺外省權貴為「高級外省人」或者「高級人」。剛巧當時日本漫畫《航海王》在台灣非常流行，該漫畫的讀者群體即以漫畫中作威作福的特權階級天龍人諷刺郭冠英，以至一眾享有特權的政商權貴、太子黨或菁英群體。這些人掌控大量社會資源，包括政治、經濟、傳播媒體學術及司法等領域，常自認高人一等，更有甚者是表面上擁有良好社會形象，出事則互相引援的掩羞遮醜及不問是非的包庇，也會制訂出對中產及中下階級有害的制度卻冠冕堂皇的要求一般人面對難以適應的競爭。品德敗壞者經常惡用特權及暴力，卻因為與司法與媒體互有關係而得到優待甚至脫身。
「天龍人」是指臺灣令人厭惡的「權貴人士與其子弟」，這些人都是靠爸族、立委、議員和政商權貴，權貴在犯罪後會請託關說與施壓、犯罪前科累累，被臺灣人所唾棄和討厭。權貴人士與其子弟並且會為非作歹、行為囂張跋扈、脾氣傲慢、目中無人以及會惡意對他人進行各種嚴重的傷害，犯罪之後便利用民意代表等多項管道向各級行政與司法機關施壓，四處拉人脈關說，藉此想要逃避被起訴與被判刑而關入監獄的下場，也會施壓新聞媒體給予偏袒的特權來逃避被爆料出來的犯罪事實，因此成為絕大多數臺灣人對權貴人士、立委、議員非常反感與厭惡的主要原因之一。
此一名詞用法在創造和代稱初期是指臺灣令人厭惡的「權貴人士與其子弟」，這些人都是立委、議員、靠爸族和政商權貴。但後來許多不了解漫畫中天龍人的特徵（依出生血統而能享有特權，進而仗勢欺人，還能有公權力保護）的人也開始大量使用這個名詞，而用此名詞來比喻能擁有和享受豐富資源的臺北人。
「天龍人」專門用來比喻臺北市民，「天龍國」是對臺北市的稱讚和暱稱，其中位於市中心和象徵高級上流社會的西門町、信義計畫區、台北站前商圈、大安區則都被稱為「天龍中的天龍」。

## 相關事件
2012年7月，麥當勞基金會計畫在臺北市大安區錦安里設立「癌症重症兒童中途之家」進駐，引發部分當地住戶认为有病菌感染而強烈反對，反對公告被放上網後引發群情激憤，被批評是「天龍國住太久」。
7月15日，TVBS以電話訪問錦安里一名反對兒童之家進駐該里的謝小姐時，她脫口說道：「你只要是正常人進來，我們都沒有反對啊！」里長龔志慧表示，他們擔心還有其他不明國家、不進步國家與不明疾病的病童也在裡面，會有不明傳染疾病。鄰長江萬鎰在受訪時甚至說道：「癌症不會傳染是騙人的啦！」，被台灣人KUSO戴上天龍人頭罩。
戴立忍對此事件表示：「天龍國」應該是一種行為態度的形容詞，而不是指特定區域。